# Marius Kastner
Marius Kastner, född 23 augusti 2002 i Marktredwitz, är en tysk längdåkare. Kastner debuterade i världscupen den 18 december 2021 i Dresden, där han körde flera lopp. Under 2022 blev han femma i fristilssprinten i juniorvärldsmästerskapen. Den 30 december 2023 tog Kastner sina första världscuppoäng, då han körde in på sjuttonde plats under den första etappen av Tour de Ski 2023/2024, även detta i fristilssprint.